# Navigationsinstrument
Als Navigationsinstrumente werden hauptsächlich jene Messinstrumente bezeichnet, die zur Bestimmung der Raumlage und der Bewegung von Flugzeugen und anderen Flugkörpern dienen. Sie sind ein wesentliches Hilfsmittel der Flugnavigation. 
Im traditionellen Cockpit eines Flugzeuges sind sie meist in zweifacher Ausführung – vor jedem der beiden Pilotensitze – angeordnet, um für die Lagekontrolle im direkten Blickfeld des Piloten zu liegen. In neueren, computerisierten Cockpits wird hingegen das Messergebnis mehrerer Instrumente zu jeweils einer gemeinsamen Anzeige zusammengefasst.

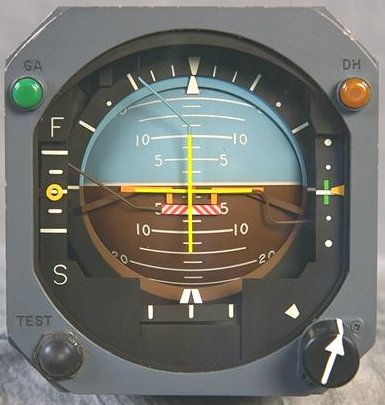
Künstlicher Horizont

Zu den Navigationsinstrumenten gehören vor allem:
- Künstlicher Horizont und (meistens) Wendezeiger
- Kompassanlagen (Magnet- und Radiokompass)
- Kurskreisel (engl. gyro)
- Fahrtmesser und Außenthermometer
- zwei Höhenmesser (grob und fein), Radar-Altimeter
- Borduhren
- VOR- und andere Funknavigations-Anlagen.

Die Navigationsinstrumente haben gemeinsam mit den Flugüberwachungsgeräten die Aufgabe, Lage und Bewegung (teilweise auch Position) eines Luftfahrzeugs zu erfassen und den Flugzeugführern in rasch erfassbarer Form anzuzeigen. 

Anders als die Navigationsinstrumente sind die Geräte zur Flugwerks-Triebwerksüberwachung in der Mittelkonsole des Cockpits angeordnet, also nur in einfacher Ausfertigung vorhanden. Zu ihnen zählen u. a. Triebwerk- und Öldruckkontrolle, Synchroskope und die Anzeige aller einstellbaren Flugzeugteile wie Landeklappen, Flaps, Fahrwerk und Trimmung.
Unter Navigationsinstrumente werden umgangssprachlich – außerhalb der Flugnavigation – jedoch auch Instrumente für andere Verfahren der Navigation und der Ortsbestimmung bezeichnet, beispielsweise
- GPS-Empfänger (GPS-Navigator)
- Geräte zur Peilung und Richtungsmessung (z. B. Sextant), NMEA-Anzeigegeräte usw.
- Empfänger für die Funknavigation (beispielsweise VOR/DME oder Decca, Consol, das frühere Omega)
- Mobile GPS-Navigationssysteme
- Komplexe Instrumentengruppen (Integrierte Navigation) – etwa die Kombination von GPS-Empfängern und Inertialen Navigationssystemen.